# Tupo (crater)
Tupo este un crater din emisfera sudică a planetei pitice Ceres, situat la 32,35° S, 88,38° E. Are un diametru de 36 km. Craterul este numit după o zeitate polineziană, care a fost invocată pe insula Mangareva⁠(d) în timpul plantării turmericului. 